# Caridina buehleri
Caridina buehleri is een garnalensoort uit de familie van de Atyidae. De wetenschappelijke naam van de soort is voor het eerst geldig gepubliceerd in 1934 door Roux.